# Friedrich Heinrich Kern (Komponist)

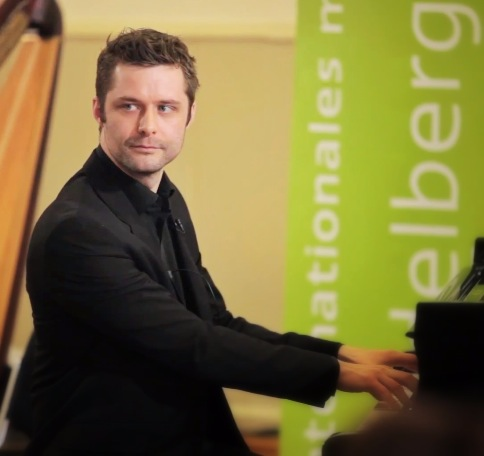
Friedrich Heinrich Kern

Friedrich Heinrich Kern (* 19. März 1980 in Ludwigshafen am Rhein) ist ein deutscher Komponist, Pianist, und Glasharmonikaspieler. Klassisch ausgebildet, zeichnet er sich durch eine stilistische Bandbreite aus, die von akustischen Besetzungen bis hin zur elektronischen Musik reicht. Friedrich Heinrich Kern lebt in New York City.

## Leben
Friedrich Heinrich Kern begann zunächst als Jungstudent an der Hochschule für Musik und Darstellende Kunst Mannheim im Fach Klavier und erhielt dort Unterricht bei Rudolf Meister. Kurz darauf studierte er zeitgleich Komposition, unter anderem bei Ulrich Leyendecker, Ernst Bechert und Sidney Corbett, sowie Klavier bei Rudolf Meister und Ok-Hi Lee. Nach einem Jahr als Stipendiat an der Seoul National University war er im Jahr 2007 für ein Jahr mit einem Baden-Württemberg-Stipendium Gaststudent an der Wesleyan University in Connecticut/USA. Wichtige Impulse bekam er durch sein Studium mit Matthias Pintscher in New York. 2008 erhielt er ein MacCracken Research Fellowship. Kern unterrichtet an der New York University.
Aktuelle Projekte umfassen die Komposition Von Taufedern und Sternen für Sopran und Orchester, uraufgeführt von der Baden-Badener Philharmonie; …pour une nuit seule, ein Streichquartett, geschrieben für das JACK Quartett, und Eins.Zwei für Klavier und Perkussion, uraufgeführt durch das Either/Or Ensemble New York.
Anfang März 2018 erschien das in Zusammenarbeit mit dem deutschen Geiger Niklas Liepe und der Deutschen Radio Philharmonie Saarbrücken Kaiserslautern entstandene Album The New Paganini Project bei Sony Classical, für das Kern Niccolò Paganinis 11. Caprice für Violine und Orchester neu bearbeitete. Seine Komposition Reflections on a Dream wurde in einer Choreographie von Wubkje Kuindersmas am Theater Kiel durch das Ballet Kiel in der Spielzeit 2022/23 aufgeführt.

## Werke

### Kompositionen (Auswahl)
- Von Taufedern und Sternen für Sopran und Orchestra – 2010
- Les Adieux für zwei Violinen – 2009
- "...pour une nuit seule" für Streichquartett – 2009
- Eins.Zwei für Klavier und Perkussion – 2009
- Fanfare – movimiento sin progresión für Blechbläser – 2008
- Ellipses für Violine und Klavier – 2007
- Anima II (Kern vs. Gould) für Klavier und Lautsprecher – 2007
- Almost Romance für Tuba und Orchester – 2007
- Anima für koreanische Komungo und Lautsprecher – 2006
- Essence – Ballet Music für koreanisches Gayageum Quartett und Ensemble – 2006
- 5 Lieder für Baritone und Klavier – 2005
- Keine Spuren...fixpunktlos für Sopran, Sprecher und Ensemble – 2004
- Walzer für Cello und Klavier – 2004
- Nachtschatten für Klavier zu vier Händen – 2002
- Impromptu für Klavier solo – 2001

### Arrangements
- Dornröschen Arrangement des Balletts von Pjotr Iljitsch Tschaikowski für Harmoniemusik – 2009
- Hänsel und Gretel Arrangement der Oper von Engelbert Humperdinck für Harmoniemusik – 2008
- Viva Verdi! Arrangement für Harmoniemusik nach Themen von Giuseppe Verdi – 2003